# Sudeste Rio-Grandense
Sudeste Rio-Grandense era una mesoregione del Rio Grande do Sul in Brasile.
È una suddivisione creata puramente per fini statistici, pertanto non è un'entità politica o amministrativa.

## Microregioni
È suddivisa in 4 microregioni per un totale di 25 comuni:
- Jaguarão
- Litoral Lagunar
- Pelotas
- Serras de Sudeste